# Voordijk (Heusden)
Voordijk is een dijk en buurtschap met ca. 250 inwoners (2007) in de gemeente Heusden in de Nederlandse provincie Noord-Brabant. In 1947 kende Voordijk 154 inwoners.. Het wordt niet altijd meer gezien als een eigen plaats.
Het ligt ten noordoosten van Vlijmen en maakte tot 1997 ook deel uit van deze gemeente. De buurtschap Voordijk maakt qua postadressen deel uit van twee dorpen: Vlijmen en Haarsteeg en is opgenomen in het CBS-register van plaatsnamen in Nederland. Het werd in 1927 voor het eerst opgenomen in het kadaster van de Topografische Dienst (Kadaster Geo-Informatie) als een plaatsduiding.
De buurtschap ligt rond de Voordijk, het oostelijk deel van de Vijfhoevenlaan en van de Hongerenburgweg, de Tuinbouwweg en de Inlaagdijk. De Voordijk maakt net als de Inlaagdijk onderdeel uit van een Middeleeuwse dijkstelsel dat de oude gemeente Vlijmen omringt en zo het ontstaan, en groei van verschillende kernen mogelijk maakte.
Dorpen: Doeveren · Drunen · Elshout · Haarsteeg · Hedikhuizen · Heesbeen · Herpt · Heusden · Nieuwkuijk · Oudheusden · Vlijmen

Buurtschappen en gehuchten: De Hoeven · Fellenoord · Giersbergen · Kuiksche Heide · Luttelherpt · Voordijk · Wolfshoek

Noord-Brabant: Steden en dorpen      Nederland: Provincies · Gemeenten